# Axel Henningsen
Axel Henningsen (* 22. September 1883 in Hadersleben; † 18. Mai 1972 in Kiel) war ein deutscher Lehrer und Ministerialbeamter.

## Leben
Axel Henningsen war in den Jahren von 1905 bis 1918 als Lehrer an mehreren nordschleswigschen Volksschulen tätig. Am 1. April 1919 wurde er Rektor der Altstädter Knabenschule in Rendsburg.
Bei der Reichstagswahl am 21. Januar 1921 kandidierte er für die konservative und antisemitische Schleswig-Holsteinische Landespartei.
Henningsen gründete 1921 die Heimvolkshochschule Rendsburg und wurde 1925 und 1927 zu den Hohenrodter Gesprächsrunden eingeladen. Der Hohenrodter Bund bemühte sich zur Zeit der Weimarer Republik um Grundfragen und Theorieentwicklung in der Volksbildung.
Nach dem Zweiten Weltkrieg war Henningsen zunächst Leiter einer Volksschule in Kiel-Hassee, dann Referent für Erwachsenenbildung und seit 1947 Oberregierungsrat und Leiter der Abteilung Volks- und Mittelschulen im Kultusministerium der schleswig-holsteinischen Landesverwaltung.
Sein Sohn Jürgen Henningsen (Prof. für Erziehungswissenschaften) hat wesentlich zur wissenschaftlichen Erschließung der Neuen Richtung in der Weimarer Zeit beigetragen.

## Schriften
- Handwerk und Volkstum. In: Schleswig-Holsteinisches Jahrbuch. Bd. 15/16 (1925/1926), S. 118f.
- Wege der Bauernbildung. In: Deutsches Volkstum – Monatsschrift für das deutsche Geistesleben. Bd. 10 (1928).
- Deutschtum aus dem Volke. In: Deutsches Volkstum – Monatsschrift für das deutsche Geistesleben. Bd. 13. (1931) S. 623–628.
- Aus einem Leben in zwei Kulturen. Christian Wolff-Verlag, Flensburg 1958.
- Beiträge zur Geschichte der Erwachsenenbildung in Schleswig Holstein. Wachholtz, Neumünster 1962.